# 분청사기 상감모란문 매병
분청사기 상감모란문 매병(粉靑沙器 象嵌牡丹文 梅甁)은 상감기법을 써서 모란 무늬를 새긴 분청사기 매병이다. 대한민국 경상북도 경산시 영남대학교박물관에 있으며, 1963년 1월 21일 대한민국의 보물 제239호로 지정되었다.

## 개요
조선 초기에 제작된 분청사기 병으로 높이 28cm, 아가리 지름 5.8cm, 밑지름 17cm이다.
이 병은 면상감법으로 이루어진 작품으로, 면상감법이란 청자상감이 분청사기로 변해가는 과정에서 나온 새로운 장식기법의 하나이다. 몸통에는 힘차면서도 거침없는 솜씨로 덩굴 꽃무늬를 흰색으로 상감하고, 꽃잎과 덩굴 사이에는 선명한 검은 색을 상감하여 흰 면상감의 특이한 효과를 더하고 있다. 담녹색의 투명한 광택이 흐르고 있고, 어두운 회색빛 바탕 흙의 질감 위에 상감 문양이 맑게 어우러져 투시되고 있다.
전체 형태는 몸통이 둥글고 허리가 가늘며, 굽다리가 넓다. 조선 초기 특유의 곡선을 이루는 것이 고려 시대의 반듯하고 아담한 매병 양식에서 조선 초기 양식으로 바뀌어 가는 과정을 잘 나타내고 있다.
한국전쟁 중 당시의 소장자인 장택상의 집이 소실될 때 그 잿더미 속에서 기적적으로 원형이 살아 있었으나, 원래의 모습에서 변화되어 아쉬움을 준다. 하지만 대담한 면상감법에 의한 회화적 표현은 아주 뛰어난 작품이다. 

## 주해
1. ↑  매병(梅甁)은 아가리가 좁고 어깨가 넓으며 밑은 홀쭉하게 빠진 병이다.

## 참고 자료
- 분청사기 상감모란문 매병 - 국가유산청 국가유산포털